# Søndeledfjorden
58°45′21″N 9°04′19″Ø / 58.755714°N 9.071812°Ø
Søndeledfjorden er en fjord i den tidligere Søndeled, nu Risør kommune) i Agder fylke i Norge. Den begynder ved Vardøyene nordøst for Risør, og strækker sig omkring 15 km mod vest, ind i landet, til Søndeled. Egentlig er dette flere fjorde, og navnet Søndeledfjorden bruges dels om det hele, dels om den inderste del af fjorden. 
Den ydre del af fjorden kaldes også Østerfjorden. Ved Risør deler øen Barmen fjorden i to: Nordfjorden og Sørfjorden. Ved Sørfjorden ligger stedet Moen, med Moen bådbyggeri. 
Rødsfjorden forbinder  Nordfjorden og Sørfjorden. 
Nord for Nordfjorden ligger blandt andet bygden Sivik. Ved øen Frøyna smalner fjorden ind, men fortsætter først mod vest før den drejer  mod nord, ind mod Søndeled. 
Tværs over Søndeledfjordens ydre del, Østerfjorden, gård en af landets mindste og ældste bilfærger i rute. M/F Øisang er et levende kulturminde; den er bygget på Moen ved Risør i 1950, og er landets ældste bilferge bygget af træ. Færgen har i mere end 60 år bundet bebyggelserne på nordsiden af fjorden sammen med byen Risør. Færgen er også et led i cykelrute 1, Nordsøruten.